# KDStV Germania Berlin
Die Katholische Deutsche Studentenverbindung Germania (KDStV Germania) im CV zu Berlin war eine 1895 gegründete nichtschlagende, katholische Studentenverbindung, die dem größten Akademikerverband Deutschlands, dem Cartellverband (CV) angehörte. Die Verbindung hat sich 1950 der KDStV Borusso-Saxonia Berlin angeschlossen. 2010 verstarb das letzte Urmitglied der Germania.

## Geschichte

### Von der Gründung bis zum Ersten Weltkrieg
Am 2. Februar 1895 wurde die Katholische akademische Verbindung Germania von den sieben Geodäsie-Studenten Georg Dybowski, Eduard Hartung, Heinrich Schlumpp, Joseph Ustarbowski sowie Christoph und Wilhelm Waldmann an der Landwirtschaftlichen Hochschule Berlin gegründet. Im Juni 1896 gründete Germania gemeinsam mit den katholischen Studentenverbindungen Makaria Berlin und Saxo-Silesia Hannover das Cartell katholischer Verbindungen an Landwirtschaftlichen Hochschulen (1. CKV), dem wenig später die Bonner Verbindung Alsatia (die spätere Ascania Bonn) beitrat. 1900 trat Germania aus diesem Cartell wieder aus. Einem am 5. Juli 1902 gegründeten Cartell zwischen Germania und Ascania schloss sich 1911 die Verbindung Carolingia Hohenheim an, wodurch das Cartell katholischer Verbindungen wiederauflebte (2. CKV). Am Ersten Weltkrieg nahmen 66 Germanen teil, von denen neunzehn fielen.

### Zwischen den Weltkriegen
Am 25. Februar 1920 trat Germania aus dem 2. CKV aus und wurde auf der 51. Cartellversammlung 1920 in Regensburg als sofort vollberechtigte 86. Verbindung in den Cartellverband der katholischen deutschen Studentenverbindungen (CV) aufgenommen.
Im Wintersemester 1925/26 übernahmen drei Aktive der Borusso-Saxonia, darunter der spätere langjährige Vorstandsvorsitzende der MAN, Ulrich Neumann, Chargen bei Germania. Sie erhielten dafür das Germanenband auf Lebenszeit.
1924/25 und 1930/31 war Germania die präsidierende Verbindung im Berliner CV. 1927 übernahm Germania die Patenschaft für die KDStV Elbmark Tetschen-Liebwerd.
Seit Dezember 1927 war Germania als Verbindung auch an der Technischen Hochschule Charlottenburg registriert, nachdem dort eine eigene Fakultät für Geodäsie errichtet worden war. Germania war die einzige Berliner CV-Verbindung, die im Mai 1933 gegen den Antrag stimmte, dem damaligen Vorort Aenania München, der eher zurückhaltend gegenüber dem Nationalsozialismus eingestellt war, das Vertrauen auszusprechen.
Nach der Auflösung des Cartellverbands im Oktober 1935 beschloss die Germania am 2. November 1935 die Auflösung des aktiven Verbindungsbetriebs rückwirkend zum 27. Oktober 1935. Der Altherrenverband wurde am 20. Juni 1938 verboten.
Im Zweiten Weltkrieg fanden neunzehn Germanen den Tod.

### Engelbert Dollfuß bei Germania
1920 kam Engelbert Dollfuß, der spätere österreichische Bundeskanzler, zum Studium der Landwirtschaft und des Genossenschaftswesens nach Berlin. Dollfuß, der Urmitglied der Franco-Bavaria Wien war, wurde im Wintersemester 1920/21 auf Empfehlung des Verbindungsseelsorgers der Franco-Bavaria, Prof. Nivard Schlögl, bei Germania aktiv und erhielt nach vier Semestern das Band auf Lebenszeit. Er fühlte sich im Kreis der Germania sehr wohl und galt im Berliner CV als „glänzender Redner“ und „Persönlichkeit von unerhörter Vitalität“. Er soll auch Fuchsmajor der Germania gewesen sein. Während seines Berlin-Aufenthalts wohnte er bei einem Alten Herren der Germania. Germania Berlin war die einzige reichsdeutsche Verbindung, der Dollfuß angehörte. Über die Germania kam Dollfuß ebenfalls in Kontakt zu der gerade auch auf Studenten und Akademiker abzielenden religiös geprägten Sozialarbeit von Carl Sonnenschein; Dollfuß engagierte sich auch dort. Dollfuß selbst bezeichnete seine Zeit in Berlin als „sehr wertvoll“.
Anlässlich des 50. Jahrestages der Ermordung von Engelbert Dollfuß und in Erinnerung an seine Mitgliedschaft bei Germania richtete die KDStV Borusso-Saxonia Berlin 1984 eine zeitgeschichtliche Tagung zum Thema „Der Österreichische Ständestaat - Engelbert Dollfuß zwischen Sozialismus und Nationalsozialismus“ mit fast 80 Teilnehmern aus Österreich und der Bundesrepublik Deutschland aus. Prominente Referenten waren unter anderem der ehemalige österreichische Handelsminister und Vizekanzler Fritz Bock, der Politikwissenschaftler Gottfried-Karl Kindermann und der Theologe und Kirchenhistoriker Maximilian Liebmann.

### Nachkriegszeit
Am 2. Februar 1948 rekonstituierte sich der Altherrenverband der Germania in Münster mit 75 Mitgliedern. Da Planungen zur Wiederbegründung der Aktivitas ergebnislos blieben, beschloss der Altherrenverband am 3. Juni 1950, sich der Borusso-Saxonia anzuschließen. Am 7. Juli 1950 wurde zwischen beiden Verbindungen ein entsprechender Vertrag abgeschlossen. Danach sollte Germania wiederbegründet werden, sobald die Borusso-Saxonia stark genug für die Gründung einer weiteren Verbindung wäre. Dazu ist es indes nie gekommen. Eine ohne Rücksprache mit der Borusso-Saxonia und dem Cartellverband erfolgte Wiedergründung der Germania in Heidelberg 1953 durch einige Studenten hielt nur wenige Semester. Auch Planungen zur Rekonstitution der Germania 1968/69 in Dortmund und 1970 in Düsseldorf wurden nicht verwirklicht. 1983 bemühten sich Duisburger Studenten um eine Wiederbegründung an ihrer Universität, doch sprachen sich die zuständigen Gremien der Borusso-Saxonia und auch die noch lebenden Mitglieder der Germania gegen eine Rekonstituierung außerhalb Berlins aus.
2010 starb der letzte Alte Herr der Germania.
Aktiven- und Philister-Senior der Borusso-Saxonia tragen zur Erinnerung an die Germania deren Band. Zu besonderen Anlässen chargiert die Borusso-Saxonia im Vollwichs der Germania.

## Erkennungszeichen

### Couleur
Die Verbindung trug die Farben blau-gelb-rot. Die Fuxenfarben waren blau-gelb. Kopfcouleur war eine blaue Mütze.

### Wahlspruch
Der Wahlspruch der Germania war per aspera ad astra.

### Wappen
Das Wappen der Germania besteht aus einem viergeteilten Wappenschild. Im oberen Teil finden sich links ein goldenes Kleeblattkreuz und rechts ein rotbewehrter Adler mit Herzschild in den Reichsfarben schwarz-weiß rot. Im unteren Teil finden sich links eine Eule auf grünem Zweig und rechts zwei in einem in den Verbindungsfarben beschleiften grünen Kranz befindliche treue Hände, darüber das Gründungsdatum „2.II.95“ und eine Lyra.

### Zirkel
Im Zirkel der Germania finden sich die klassischen Elemente des Erkennungszeichens einer Studentenverbindung. Der Buchstabe G kürzt den Verbindungsnamen ab, die Buchstaben V, F, C stehen – je nach Lesart – für „vivat, crescat, floreat“ (lebe, wachse, blühe) oder „vivant fratres coniuncti“ (Es leben die verbundenen Brüder.).

## Bekannte Mitglieder (Auswahl)
- Engelbert Dollfuß (1892–1934), österreichischer Bundeskanzler von 1932 bis 1934, bei einem Putschversuch der Nationalsozialisten ermordet.
- Ulrich Neumann (1903–1977), deutscher Ingenieur, Vorstandsvorsitzender der MAN 1954–1969.
- Nivard Schlögl OCist (1864–1939), österreichischer Bibelwissenschaftler, Verbindungsseelsorger der Franco-Bavaria Wien, der Dollfuß mit Germania bekannt machte